# Programa de Inmunidad
Los programas de inmunidad y reducción de sanciones, también conocidos como «leniency programs», son una herramienta importante que combate, detecta, investiga y sanciona prácticas monopólicas absolutas, que no fomentan la competencia económica.  Asimismo, estos programas ayudan a las autoridades de competencia a descubrir cárteles secretos, trayendo consigo efectos disuasorios sobre la formación de colusiones, puesto que desestabiliza su funcionamiento al crear desconfianza y sospecha entre los miembros del cártel. 

## Adherencia al programa
Cualquier persona física o moral que realice o haya realizado, ayudado, propiciado, inducido o participado en prácticas monopólicas absolutas puede adherirse al programa para recibir una reducción de las multas que le corresponderían y ser completa o parcialmente eximidos de la responsabilidad económica y penal, obteniendo inmunidad total otorgada por la jurisdicción correspondiente.

## Requisitos y cooperación
A cambio de adherirse al programa, se debe proporcionar información y elementos sobre dichos acuerdos y mantener una cooperación plena y continua a lo largo del procedimiento para determinar la existencia de colusiones. El primer participante en un cártel que informe y proporcione información suficiente a la autoridad de competencia para que se pueda iniciar una investigación recibe inmunidad total frente a cualquier multa que pueda imponerse, si cumple las siguientes condiciones. De no cumplirse estos puntos, el programa no entra en vigor. 
- Cooperación: Cooperar de forma genuina, completa y rápida durante todo el proceso, proporcionando información pertinente y respondiendo con prontitud a las solicitudes de la Comisión.
- Fin de la participación en el cártel: El solicitante debe poner fin a su participación en el cártel inmediatamente tras su solicitud, salvo que la Comisión considere necesario que continúe de forma limitada para evitar sospechas y proteger la investigación.
- Manejo de pruebas y confidencialidad: El solicitante no debe destruir, falsificar u ocultar pruebas del cártel ni revelar su solicitud, salvo a otras autoridades de competencia cuando sea necesario.

## Historia y evolución de los Programas de Inmunidad
El Departamento de Justicia de los Estados Unidos fue pionero en adoptar políticas de inmunidad al implementar su Política de Clemencia Corporativa en 1978, aunque inicialmente tuvo un éxito limitado. En 1993, se revisó la política para incluir incentivos más fuertes, amnistía automática para empresas elegibles y protección para individuos cooperantes, lo que incrementó significativamente las solicitudes.
Por su parte, la Comisión Europea introdujo su programa de clemencia en 1996, reformándolo en 2002, 2006 y 2015 para facilitar la prueba de cárteles y mejorar los beneficios para los solicitantes. Desde entonces, las políticas de clemencia se han extendido globalmente, con más de 85 programas adoptados por diferentes jurisprudencias en todo el mundo.

## Factores que impulsaron la expansión de los Programas de Inmunidad
Tres factores clave impulsaron el desarrollo y expansión de los programas de inmunidad: las experiencias iniciales de países como EE. UU., Canadá y la CE, los aportes académicos y el respaldo de organizaciones internacionales. Estos elementos facilitaron su adopción global y la convergencia en normas clave, lo que incrementó las solicitudes de clemencia y permitió sancionar grandes cárteles internacionales. 

## Fundamentación teórica
Los programas de inmunidad están fundamentados en la teoría de la disuasión óptima, desarrollada a partir de los aportes de Jeremy Bentham y Gary Becker. Según esta teoría, los actores económicos racionales comparan los beneficios y riesgos de participar en un cártel con los de denunciarlo. Si las sanciones son suficientemente severas y la probabilidad de detección es alta, se reduce la probabilidad de que los actores opten por la colusión. 

## Aplicación de la teoría del Dilema del Prisionero
Los cárteles, al operar bajo un "dilema del prisionero", enfrentan constantes incentivos para romper sus propias reglas, como desviar precios o aumentar cantidades vendidas. Para mitigar esto, implementan sistemas internos de control y castigo. Los programas de inmunidad aprovechan este dilema, ofreciendo inmunidad únicamente a la primera empresa o persona que denuncie, lo que genera incertidumbre y desconfianza entre los miembros del cártel. Este diseño desestabilizador incentiva a los participantes a delatar rápidamente, al tiempo que incrementa los riesgos de permanecer en un cártel.

## Impacto y limitaciones
En la práctica, esta estrategia busca dos objetivos principales: desorganizar cárteles activos al aumentar la probabilidad de denuncias y desalentar la formación de nuevos cárteles.
Sin embargo, la eficacia de estos programas puede verse limitada por factores como la naturaleza repetitiva de las relaciones comerciales, que refuerzan la cohesión de los cárteles. A pesar de estas limitaciones, el impacto de la clemencia radica en su capacidad para introducir incertidumbre estratégica entre los coludidos y promover una mayor competencia en los mercados. 